# Ogar Siamupangila
Ogar Siamupangila (sinh ngày 1 tháng 9 năm 1988) là một vận động viên cầu lông người Zambia. Cô là huy chương đồng tại Đại hội Thể thao toàn châu Phi năm 2007 trong sự kiện đôi nam nữ hợp tác với Eli Mambwe. Siamupangila đại diện cho đất nước của cô tại Đại hội Thể thao Khối thịnh vượng chung 2006, 2010 và 2018.

## Thành tích

### Thử thách / sê-ri quốc tế của BWF
Đơn nữ
| Năm  | Giải đấu          | Đối thủ                               | Tỉ số                             | Kết quả |
| ---- | ----------------- | ------------------------------------- | --------------------------------- | ------- |
| 2018 | Quốc tế Zambia    | liên_kết=\|viền Dorcas Ajoke Adesokan | 18 trận21, 15 trận 21             | Á quân  |
| 2018 | Botswana quốc tế  | liên_kết=\|viền Domou Amro            | 26 trận28, 19 trận 21             | Á quân  |
| 2016 | Quốc tế Zambia    | liên_kết=\|viền Menna Eltanany        | 13 con21, 17 con21                | Á quân  |
| 2016 | Quốc tế Ethiopia  | liên_kết=\|viền Menna Eltanany        | 21 trận10, 18 trận 21, 18 trận 21 | Á quân  |
| 2016 | Quốc tế Mauritius | liên_kết=\|viền Cánh buồm             | 12 trận21, 20 trận22              | Á quân  |
| 2007 | Quốc tế Kenya     | liên_kết=\|viền Shannon Pohl          | 19 trận 21, 15 trận 21            | Á quân  |

Đôi nữ
| Năm  | Tournament                  | Partner             | Opponent                                   | Score               | Kết quả   |
| ---- | --------------------------- | ------------------- | ------------------------------------------ | ------------------- | --------- |
| 2018 | Zambia International        | Evelyn Siamupangila | Gladys Mbabazi Aisha Nakiyemba             | 21–12, 21–19        | Winner    |
| 2018 | Côte d'Ivoire International | Evelyn Siamupangila | Nogona Celine Bakayoko Aïcha Laurene N'Dia | 21–7, 21–7          | Winner    |
| 2018 | Uganda International        | Evelyn Siamupangila | Doha Hany Hadia Hosny                      | 17–21, 18–21        | Runner-up |
| 2017 | Uganda International        | Evelyn Siamupangila | Doha Hany Hadia Hosny                      | 10–21, 10–21        | Runner-up |
| 2016 | Botswana International      | Evelyn Siamupangila | Doha Hany Hadia Hosny                      | 16–21, 17–21        | Runner-up |
| 2016 | Zambia International        | Evelyn Siamupangila | Elizaberth Chipeleme Ngandwe Miyambo       | Walkover            | Winner    |
| 2016 | Ethiopia International      | Evelyn Siamupangila | Silvia Garino Lisa Iversen                 | 12–21, 21–9, 15–21  | Runner-up |
| 2016 | Mauritius International     | Evelyn Siamupangila | Lee Zhi Qing Prajakta Sawant               | 7–21, 6–21          | Runner-up |
| 2016 | Uganda International        | Grace Gabriel       | Cemre Fere Ebru Yazgan                     | 16–21, 17–21        | Runner-up |
| 2016 | Rose Hill International     | Evelyn Siamupangila | Najjuka Gloria Daisy Nakalyango            | 18–21, 18–21        | Runner-up |
| 2015 | Botswana International      | Grace Gabriel       | Elizaberth Chipeleme Ngandwe Miyambo       | 21–11, 21–17        | Winner    |
| 2015 | Mauritius International     | Grace Gabriel       | Negin Amiripour Aghaei Hajiagha Soraya     | 26–28, 14–21        | Runner-up |
| 2014 | Botswana International      | Shamim Bangi        | Elme de Villiers Grace Gabriel             | 17–21, 21–18, 18–21 | Runner-up |
| 2014 | Ethiopia International      | Evelyn Siamupangila | Yeruskaew Tura Firehiwot Getachew          | 11–3, 11–4, 11–5    | Winner    |
| 2007 | Kenya International         | Delphine Nakanyika  | Anna Maina Irene Kerimah                   | 21–14, 21–14        | Winner    |

Đôi nam nữ
| Năm  | Giải đấu                    | Đồng đội                               | Đối thủ                                                           | Tỉ số                           | Kết quả                     |
| ---- | --------------------------- | -------------------------------------- | ----------------------------------------------------------------- | ------------------------------- | --------------------------- |
| 2018 | Côte d'Ivoire International | liên_kết=\|viền Kalay Mulenga          | liên_kết=\|viền Clement Krobakpo Dorcas Ajoke Adesokan            | 9 trận21, 15 trận 21            | Á quân                      |
| 2016 | Quốc tế Zambia              | liên_kết=\|viền Juma Muwowo            | liên_kết=\|viền Ahmed Salah Menna Eltanany                        | 7 trận21, 21 trận15, 18 trận 21 | Á quân                      |
| 2015 | Botswana quốc tế            | liên_kết=\|viền Juma Muwowo            | liên_kết=\|viền Abdelrahman Kashkal Hadia Hosny                   | 20 trận22, 14 trận 21           | Á quân                      |
| 2015 | Quốc tế Zambia              | liên_kết=\|viền Juma Muwowo            | liên_kết=\|viền Abdelrahman Kashkal Hadia Hosny El Said           | 15 trận21, 8 trận21             | Á quân                      |
| 2014 | Quốc tế Kenya               | liên_kết=\|viền Donald Mabo            | liên_kết=\|viền Patrick Kinyua Mbogo liên_kết=\|viền Mercy Joseph | 4 trận 21, 23 bóng21, 21 trận16 | liên_kết= Người chiến thắng |
| 2007 | Quốc tế Kenya               | liên_kết=\|viền Greg Orobosa OkuongHae | liên_kết=\|viền Wogute Abraham Kennedy Rita Namusisi              | 21 trận16, 21 trận16            | liên_kết= Người chiến thắng |

     Giải đấu thách thức quốc tế BWF
     Giải đấu quốc tế BWF
     Giải đấu Dòng tương lai của BWF

## Cuộc sống cá nhân
Em gái của Siamupangila, Evelyn, cũng là một vận động viên cầu lông chuyên nghiệp.